# Jesús Ponce
Jesús Ponce (* 1929 in Guadalajara, Jalisco; † 1. August 2024), auch bekannt als El Chuco, war ein mexikanischer Fußballspieler, der auf der Position des Stürmers agierte. Während seiner aktiven Karriere stand er ausschließlich beim Club Deportivo Guadalajara unter Vertrag. Zwischen 1970 und 1982 war er mehrfach als Trainer für denselben Verein im Einsatz.

## Biografie

### Spieler
El Chuco Ponce begann mit dem Fußballspielen in den Nachwuchsmannschaften des Club Nacional de Guadalajara und wechselte später zum Club Deportivo Guadalajara, für den er während seiner gesamten Profikarriere spielte. Sein Debüt in der mexikanischen Primera División gab er am 13. November 1947 in einem Spiel gegen Atlante.

### Trainer
Erstmals kam el Chuco 1970 als Cheftrainer von Chivas Guadalajara zum Einsatz, weil der eigentliche Trainer Javier de la Torre als Unterstützung für Raúl Cárdenas zum Betreuerstab der Nationalmannschaft berufen wurde, um die Nationalspieler für die erstmals im eigenen Lande ausgetragene Fußball-Weltmeisterschaft 1970 möglichst optimal vorzubereiten.
Ein zweites Mal war Jesús Ponce 1974 saisonübergreifend für Chivas Guadalajara im Einsatz, bevor er ein drittes Mal mit der Rolle des Cheftrainers betraut wurde, als er die Mannschaft durch die Saison 1976/77 führte und mit dem siebten Rang die beste Platzierung des Vereins im Zeitraum zwischen 1973 und 1980 erreichte; eines Zeitraums, der in Mexiko unter der Bezeichnung Chivas flacas (die mageren Jahre von Chivas) in die Fußballgeschichte einging. Dennoch wurde Ponce in der folgenden Spielzeit zum Assistenztrainer unter Diego Mercado degradiert.
In der Saison 1981/82 kam Chuco Ponce ein letztes Mal als Cheftrainer bei Chivas Guadalajara zum Einsatz, als er die Mannschaft in den letzten acht Spielen der Punktspielrunde betreute.
Später war Jesús Ponce mit der Nachwuchsförderung des Club Deportivo Guadalajara betraut. Er starb im August 2024 im Alter von 94 Jahren.